# Bokok
Bokok (malaiisch Mukim Bokok, auch: Bukok) ist ein Mukim im Distrikt Temburong von Brunei. Der Mukim hat eine Fläche von 136 km²; und 2016 ca. 3600 Einwohner.

## Geographie
Bokok ist der westlichste Subdistrikt von Temburong und wird nach Westen begrenzt durch den malaysischen Bundesstaat Sarawak. Die steilen Anhöhen der Limbang Syncline bilden im Nordwesten die natürliche Grenze. Nach Norden und Westen hin grenzt der Mukim an die bruneiischen Mukim Bangar und Amo. Im Nordosten bildet der Temburong (ungefähr bis Batang Duri) einen Teil der Grenze.

## Verwaltungsgliederung
Mukim Bokok ist unterteilt in die Kampong (Dörfer):
- Kampong Buda-Buda
- Kampong Belais
- Kampong Belais Kecil
- Kampong Paya Bagangan
- Kampong Bokok
- Kampong Meniup
- Kampong Bakarut
- Kampong Simbatang
- Kampong Rataie
- Kampong Perpindahan Rataie
- Kampong Rakyat Jati
- Kampong Kenua
- Kampong Lepong Baru
- Kampong Lepong Lama
- Kampong Semabat Bahagia
- Kampong Semabat
- Kampong Temada